# Elias Mohammad
Elias Mohammad (Stockholm, 24 mei 2003) is een Zweeds-Afghaans voetballer die doorgaans als aanvaller speelt. Hij verruilde in 2024 Hammarby IF voor ADO Den Haag.

## Clubcarrière
Mohammed werd geboren in Stockholm en speelde in zijn jeugd bij Jarlabergs IF en Hammarby IF. Hij kwam bij Hammarby nooit uit voor het eerste elftal, maar speelde wel twee wedstrijden in de UEFA Youth League, tegen Rangers FC. Voor de seizoenen 2023 en 2024 werd hij verhuurd aan Hammarby TFF, dat uitkwam in de Ettan, het derde niveau van Zweden.
In september 2024 verkaste Mohammad naar ADO Den Haag, dat uitkwam in de Keuken Kampioen Divisie. Hij debuteerde op 13 september tegen FC Den Bosch (0-2). Hij kwam in de rust in de ploeg voor Dano Lourens.

## Statistieken
| Seizoen | Club           | Competitie     | Competitie | Competitie | Beker | Beker | Overig | Overig | Totaal | Totaal |
| Seizoen | Club           | Competitie     | Wed.       | Dlp.       | Wed.  | Dlp.  | Dlp.   | Dlp.   | Wed.   | Dlp.   |
| ------- | -------------- | -------------- | ---------- | ---------- | ----- | ----- | ------ | ------ | ------ | ------ |
| 2023    | → Hammarby TFF | Ettan          | 20         | 1          | 0     | 0     | 0      | 0      | 20     | 1      |
| 2024    | → Hammarby TFF | Ettan          | 19         | 6          | 0     | 0     | 0      | 0      | 19     | 6      |
| 2024/25 | ADO Den Haag   | Eerste divisie | 10         | 0          | 1     | 0     | 0      | 0      | 11     | 0      |
| Totaal  | Totaal         | Totaal         | 49         | 7          | 1     | 0     | 0      | 0      | 50     | 7      |

Bijgewerkt op 22 maart 2025.